# Szombathelyi Haladás
Szombathelyi Haladás é um clube de futebol profissional húngaro da cidade de Szombathely que joga o Campeonato Húngaro de Futebol.
O estádio do Haladás se chama Rohonci úti Stadion, com capacidade aproximada para 12 mil pessoas.